# Japan Open Tennis 2000
Die Japan Open 2000 waren ein Tennisturnier der WTA Tour 2000 für Damen und ein Tennisturnier der International Series Gold der ATP Tour 2000 für Herren in Tokio. Es fand vom 9. Oktober bis 15. Oktober 2000 im Ariake Tennis Forest Park statt. Das Preisgeld betrug jeweils für Einzel- und Doppelturnier 700.000 US-Dollar, was 100.000 US-Dollar mehr waren als im Vorjahr. Im Einzel traten 56 Spieler gegeneinander an, im Doppel waren es 28 Paarungen. Die ersten acht gesetzten Spieler erhielten ein Freilos in der ersten Runde.
Titelverteidiger der Einzelkonkurrenz war der Deutsche Nicolas Kiefer, der in diesem Jahr nicht antrat. Es gewann der an 12 gesetzte Niederländer Sjeng Schalken, der damit seinen ersten und einzigen Titel der Saison und seinen insgesamt fünften Titel feierte.
Im Doppel siegte die ungesetzte indische Paarung Mahesh Bhupathi und Leander Paes, die damit die Nachfolge von Jeff Tarango und Daniel Vacek antraten. Während Vacek in diesem Jahr nicht antrat, schaffte Tarango, der mit seinem diesjährigen Partner Michael Hill an fünf gesetzt war, zum zweiten Mal in Folge den Einzug ins Finale. Für Bhupathi und Paes war der erste gemeinsame Titel der Saison und der 16. gemeinsame Titel ihrer Karriere. Beide gewannen mit anderen Partnern schon jeweils ein anderes Turnier in der Saison 2000.